# Le braghe del padrone
Pour plus de détails, voir Fiche technique et Distribution.
Le braghe del padrone est un film italien réalisé par Flavio Mogherini et sorti en 1978. Il est tiré du roman de même nom écrit par Italo Terzoli et Enrico Vaime (it).

## Synopsis
Vittorio Pieroni tente de se suicider en sautant d'un pont de chemin de fer, mais survivant à cette épreuve, il raconte son histoire. Employé de "Supreme Edizioni", il entre en contact avec le diable et suit ses conseils. Lors d'une grève du personnel de l'entreprise.....

## Fiche technique
- Titre : Le braghe del padrone
- Réalisation : Flavio Mogherini
- Scénario : Flavio Mogherini, Alberto Silvestri
- Photographie : Carlo Carlini
- Montage : Adriano Tagliavia
- Musique : Riz Ortolani
- Son : Raul Montesanti
- Décors : Franco Vecchi
- Costumes : Mario Carlini
- Producteur : Giorgio Salvioni
- Société de production : Zodiac Produzioni
- Pays d'origine :  Italie
- Langue : Italien
- Format : Couleur
- Genre : Comédie
- Durée : 95 minutes
- Dates de sortie :
  - Italie : 1978

## Distribution
- Enrico Montesano : Vittorio Pieroni
- Milena Vukotic : Liliana
- Paolo Poli : le diable
- Adolfo Celi : Eugenio, le président
- Enrico Beruschi : Arturo Silvestri
- Eugene Walter : l'avocat De Dominicis
- Felice Andreasi : Dottor Verzelli
- Vanna Brosio : l'intervieweur de la Rai
- Annabella Incontrera : l'épouse d'Eugenio
- Rebecca Reder : Marzia, la maîtresse d'Eugenio
- Giulio Massimini : le fonctionnaire dans l'ascenseur
- Jimmy il Fenomeno : l'infirmier de l'hôpital psychiatrique (non crédité)
- Mara Krupp : la maîtresse de Silvestri